# Danh sách tỷ phú Indonesia theo giá trị tài sản
Dưới đây là bản danh sách tỷ phú người In-đô-nê-xi-a được sắp xếp theo giá trị tài sản. Theo tạp chí Forbes (2007) của Mỹ, thì chỉ có 2 nhân vật người Indonesia được liệt vào nhóm các tỷ phú giàu nhất thế giới. Robert Budi Hartono (và gia đình) đứng thứ 664 trên thế giới với tổng giá trị tài sản ước tính đạt 1,5 tỷ đô la Mỹ. Họ thu lời từ công ty chế biến kretek (thuốc lá đinh hương) Djarum cũng như cổ phần của riêng từng người tại Ngân hàng Trung ương Châu Á (BCA).

## Danh sách 50 tỷ phú giàu nhất Indonesia năm 2022
Dưới đây là danh sách 50 người giàu nhất Indonesia cùng khối tài sản của họ.
| Thứ hạng | Họ và tên                                                       | Giá trị tài sản (đô la Mỹ) | Nơi ở hiện tại | Nguồn gốc tài sản           |
| -------- | --------------------------------------------------------------- | -------------------------- | -------------- | --------------------------- |
| 1        | Robert Budi Hartono (Oei Hwi Tjhong) và Michael Bambang Hartono | 47.7 billion               | Kudus          | Bank Central Asia, Djarum   |
| 2        | Low Tuck Kwong                                                  | 12.1 billion               | Jakarta        | Bayan Resources             |
| 3        | Widjaja family                                                  | 10.8 billion               | Jakarta        | Sinar Mas Group             |
| 4        | Sri Prakash Lohia                                               | 7.7 billion                | London         | Indorama Corporation        |
| 5        | Anthoni Salim                                                   | 7.5 billion                | Jakarta        | Salim Group                 |
| 6        | Chairul Tanjung                                                 | 5.2 billion                | Jakarta        | CT Corp                     |
| 7        | Prajogo Pangestu                                                | 5.1 billion                | Jakarta        | Barito Pacific Group        |
| 8        | Boenjamin Setiawan                                              | 4.8 billion                | Jakarta        | Kalbe Farma, Mitra Keluarga |
| 9        | Tahir                                                           | 4.2 billion                | Jakarta        | Mayapada                    |
| 10       | Djoko Susanto                                                   | 4.1 billion                | Jakarta        | Alfamart                    |
| 11       | Bachtiar Karim                                                  | 4 billion                  | Medan          | Musim Mas                   |
| 12       | Jogi Hendra Atmadja                                             | 3.95 billion               | Jakarta        | Mayora Indah                |
| 13       | Wijono Tanoko and Hermanto Tanoko                               | 3.65 billion               | Surabaya       | Avia Avian                  |
| 14       | Susilo Wonowidjojo                                              | 3.5 billion                | Surabaya       | Gudang Garam                |
| 15       | Garibaldi Thohir                                                | 3.45 billion               | Jakarta        | Adaro Energy                |
| 16       | Theodore Rachmat                                                | 3.3 billion                | Jakarta        | Adaro Energy                |
| 17       | Martua Sitorus                                                  | 3.1 billion                | Singapore      | Wilmar International        |
| 18       | Sukanto Tanoto                                                  | 2.9 billion                | Singapore      | Royal Golden Eagle          |
| 19       | Eddy Kusnadi Sariaatmadja                                       | 2.4 billion                | Jakarta        | Elang Mahkota Teknologi     |
| 20       | Ciliandra Fangiono                                              | 2.2 billion                | Jakarta        | First Resources             |
| 21       | Dewi Kam                                                        | 2 billion                  | Jakarta        | Bayan Resources             |
| 22       | Peter Sondakh                                                   | 1.9 billion                | Surabaya       | Rajawali Corpora            |
| 23       | Otto Toto Sugiri                                                | 1.88 billion               | Jakarta        | DCI Indonesia               |
| 24       | Bambang Sutantio                                                | 1.85 billion               | Jakarta        | Cimory Group                |
| 25       | Edwin Soeryadjaya                                               | 1.8 billion                | Jakarta        | Saratoga Investama Sedaya   |
| 26       | Putera Sampoerna                                                | 1.7 billion                | Jakarta        | Sampoerna                   |
| 27       | Hamami family                                                   | 1.6 billion                | Jakarta        | Tiara Marga Trakindo        |
| 28       | Arini Subianto                                                  | 1.5 billion                | Jakarta        | Adaro Energy                |
| 29       | Mochtar Riady                                                   | 1.45 billion               | Jakarta        | Lippo Group                 |
| 30       | Irwan Hidayat                                                   | 1.35 billion               | Jakarta        | Sido Muncul                 |
| 31       | Kiki Barki                                                      | 1.3 billion                | Jakarta        | Harum Energy                |
| 32       | Eddy Sugianto                                                   | 1.27 billion               | Jakarta        | Prima Andalan Mandiri       |
| 33       | Ciputra family                                                  | 1.25 billion               | Jakarta        | Ciputra                     |
| 34       | Soegiarto Adikoesoemo                                           | 1.22 billion               | Surabaya       | AKR Corporindo              |
| 35       | Jerry Ng                                                        | 1.2 billion                | Jakarta        | Bank Jago                   |
| 36       | Lim Hariyanto Wijaya Sarwono                                    | 1.12 billion               | Jakarta        | Harita Group                |
| 37       | Murdaya Poo                                                     | 1.11 billion               | Jakarta        | Central Cipta Murdaya       |
| 38       | Husodo Angkosubroto                                             | 1.1 billion                | Jakarta        | Gunung Sewu Group           |
| 39       | Hary Tanoesoedibjo                                              | 1.09 billion               | Jakarta        | MNC Land                    |
| 40       | Husain Djojonegoro                                              | 1.08 billion               | Jakarta        | Orang Tua                   |
| 41       | Ghan Djoe Hiang                                                 | 1.07 billion               | Jakarta        | Baramulti Group             |
| 42       | Winarko Sulistyo                                                | 1.06 billion               | Jakarta        | Fajar Surya Wisesa          |
| 43       | Manoj Punjabi                                                   | 1.05 billion               | Jakarta        | MD Media                    |
| 44       | Marina Budiman                                                  | 1.04 billion               | Jakarta        | DCI Indonesia               |
| 45       | Haryanto Tjiptodihardjo                                         | 1.02 billion               | Jakarta        | Impack Pratama Industri     |
| 46       | Sudhamek                                                        | 1 billion                  | Jakarta        | Garudafood                  |
| 47       | Alexander Tedja                                                 | 995 million                | Jakarta        | Pakuwon Jati                |
| 48       | Sjamsul Nursalim                                                | 940 million                | Singapore      | Mitra Adiperkasa            |
| 49       | Eddy William Katuari                                            | 930 million                | Surabaya       | Wings                       |
| 50       | Han Arming Hanafia                                              | 885 million                | Bogor          | DCI Indonesia               |

Nguồn: Forbes Magazine (2022)

## Danh sách cán bộ nhà nước và quan chức chính phủ giàu có nhất Indonesia
Bên dưới là bản danh sách các cán bộ nhà nước và quan chức chính phủ giàu có nhất tại Indonesia cùng khối tài sản của họ.
| Họ và tên                      | Chức vụ                                                    | Giá trị tài sản (đô la Mỹ) |
| ------------------------------ | ---------------------------------------------------------- | -------------------------- |
| Tahir                          | Member of Presidential Advisory Council                    | $4.8 billion               |
| Chairul Tanjung                | Former Coordinating Minister for Economic Affairs          | $3.6 billion               |
| Aburizal Bakrie                | Former Chairman of Golkar Party                            | $2.1 billion               |
| Murdaya Poo                    | Former Member of People's Representative Council           | $1.1 billion               |
| Hary Tanoesoedibjo             | Chairman of Perindo Party                                  | $1 billion                 |
| Jusuf Kalla                    | Former Vice President of Indonesia                         | $900 million               |
| Hashim Djojohadikusumo         | Deputy Chairman of the Board of Trustees of Gerindra Party | $800 million               |
| Jan Darmadi                    | Former Member of Presidential Advisory Council             | $740 million               |
| Aksa Mahmud                    | Former Member of Regional Representative Council           | $710 million               |
| Tommy Suharto                  | Former Chairman of Berkarya Party                          | $670 million               |
| Arifin Panigoro                | Member of Presidential Advisory Council                    | $670 million               |
| Jusuf Wanandi                  | Former Vice-General Secretary of the Golkar Party          | $610 million               |
| Surya Paloh                    | Chairman of Nasdem Party                                   | $575 million               |
| Dahlan Iskan                   | Former Minister of State Owned Enterprises                 | $410 million               |
| Oesman Sapta Odang             | Former Speaker of Regional Representative Council          | $355 million               |
| Sandiaga Uno                   | Minister of Tourism and Creative Economy                   | $345 million               |
| Siswono Yudo Husodo            | Former Member of People's Representative Council           | $300 million               |
| Rachmad Gobel                  | Member of People's Representative Council                  | $260 million               |
| Hamengkubuwono X               | Sultan of Yogyakarta                                       | $250 million               |
| Erick Thohir                   | Minister of State Owned Enterprises                        | $157 million               |
| Prabowo Subianto               | Minister of Defence                                        | $135 million               |
| Sakti Wahyu Trenggono          | Minister of Maritime Affairs and Fisheries                 | $132 million               |
| Agus Suparmanto                | Former Minister of Trade                                   | $110 million               |
| Nadiem Makarim                 | Minister of Education, Culture, Research and Technology    | $100 million               |
| Muhamad Mardiono               | Chairman of United Development Party                       | $90 million                |
| Luhut Binsar Pandjaitan        | Coordinating Minister of Maritime and Investment Affairs   | $45 million                |
| Rudolf Pardede                 | Former Governor of North Sumatra                           | $42 million                |
| Titiek Suharto                 | Former Member of People's Representative Council           | $40 million                |
| Wiranto                        | Chairman of Presidential Advisory Council                  | $37 million                |
| Gita Wirjawan                  | Former Minister of Trade                                   | $37 million                |
| Nurdin Tampubolon              | Former Member of People's Representative Council           | $37 million                |
| Benny Laos                     | Regent of Morotai Island Regency                           | $35 million                |
| Enggartiasto Lukita            | Former Minister of Trade                                   | $31 million                |
| Andi Achmad Dara               | Member of People's Representative Council                  | $30 million                |
| Herman Hery                    | Member of People's Representative Council                  | $28 million                |
| Sihar Sitorus                  | Member of People's Representative Council                  | $25 million                |
| Puan Maharani                  | Speaker of the People's Representative Council             | $24 million                |
| Haeny Relawati Rini Widyastuti | Member of People's Representative Council                  | $23 million                |
| Bahlil Lahadalia               | Minister of Investment                                     | $20 million                |
| Angela Tanoesoedibjo           | Vice Minister of Tourism and Creative Economy              | $20 million                |
| Amran Sulaiman                 | Former Minister of Agriculture                             | $18 million                |
| Rita Widyasari                 | Former Regent of Kutai Kartanegara Regency                 | $16 million                |
| Ahmad Sahroni                  | Member of People's Representative Council                  | $15 million                |
| Charles Honoris                | Member of People's Representative Council                  | $14 million                |
| Megawati Sukarnoputri          | Former President of Indonesia                              | $14 million                |
| Agus Gumiwang Kartasasmita     | Minister of Industry                                       | $14 million                |
| Agus Martowardojo              | Former Governor of Bank Indonesia                          | $13 million                |
| Wishnutama                     | Former Minister of Tourism and Creative Economy            | $12 million                |
| Johnny G. Plate                | Minister of Communication and Information Technology       | $11 million                |